# Allium giganteum
Allium giganteum — вид трав'янистих рослин родини амарилісові (Amaryllidaceae), поширений у західній і середній Азії.

## Опис
Цибулина куляста, діаметром 4–7 см; зовнішні оболонки сіруваті, сіро-бурі, шкірясті. Стебло міцне, (65)80–200 см, трохи ребристе, явно довше від листків. Листків 4–6, язикоподібні, 5–10 см завширшки, дещо сірувато зелені. Зонтик великий кулястий, діаметром 8–11 см. Оцвітина зірчаста, пурпурно-фіолетова або бузково-рожева, рідко біла; листочки оцвітини 5–6(7) мм, від еліптичної до овальної форми, тупі. Пиляки темно-пурпурні. Коробочка діаметром 5–7 мм.
Період цвітіння: травень і червень; період плодоношення: червень і липень.

## Поширення
Поширений у пд.-зх. Туреччині, пн. і зх. Афганістані, Ірані, пд. Таджикистані, пд. Туркменістані, Узбекистані.